# Euphaedra ferruginea
Euphaedra ferruginea är en fjärilsart som beskrevs av Otto Staudinger 1886. Euphaedra ferruginea ingår i släktet Euphaedra och familjen praktfjärilar. Inga underarter finns listade i Catalogue of Life.